# Škofji Dvor, Pokrče
Škofji Dvor (nemško Pischeldorf) je naselje v Občini Pokrče v Okraju Celovec-dežela na Koroškem v Avstriji.